# Baqên
Baqên lub Baqing (tyb. སྦྲ་ཆེན་རྫོང, Wylie: sbra chen rdzong, ZWPY: Baqên Zong; chiń. upr. 巴青县; pinyin Bāqīng Xiàn) – powiat we wschodniej części Tybetańskiego Regionu Autonomicznego, w prefekturze Nagqu. W 1999 roku powiat liczył 35 585 mieszkańców.